# Винстон Черчил као писац
Винстон Черчил је био плодан писац током целог живота. Писао је под псеудонимом "Винстон С. Черчил". Черчил је добио Нобелову награду за књижевност 1953. године за своје бројне објављене радове, посебно његов серијал књига Други светски рат. На свечаности је речено да је добио награду "због својох мајсторских историјских и биографских описа."

## Каријера
Черчилов први плаћени посао писца је био за серију од пет текстова о кубанском рату за независност 1895., исте године када је умро његов отац лорда Рандолф. Током целог Черчиловог жвота, писање му је био главни извор прихода. Скоро увек је био добро плаћен као аутор. Процењује се да је написао од осам до десет милиона речи у више од 40 књига, хиљаде чланака у новинама и часописима, као и најмање два филмска сценарија.

## Прича о Малаканд јединици
Његова прва објављена књига је Прича о Малаканд јединици. Књига детаљно описује британску војну акцију 1897. године на подручју Пакистана и Авганистана.

## Саворола
Саврола је љубавни роман који описује шта се дешавало пре и после Малаканд кампање. Ово је Черчилова једина књига која нема елементе историје, али се верује се да су чланови Черчилове породице били инспирација за ликове.

## Речни рат
Черчилова друга књига, Речни рат, је опис британског освајања Судана, написана 1899. године, док је он још био официр у британској војсци. Књига описује историју британске умешаности у Судан и сукоб између британских снага, које је предводио Херберт Киченер, и исламских џихадиста, које је предводио Мухамед Ахмад, који је покренуо иницијативу да се освоји Египат и да се он очисти од не-муслиманских неверника. Черчил је учествовао лично у овој кампањи.

## Мисли и авантуре
Ова књига је мање популаран од других које је Черчик написао. Мартин Гилберт, Черчилов званичнни биограф, је помиње само једном. Он пише:

"Черчил је почео да саставља још једну књигу, Мисли и авантуре, колекцију новинских чланака које је написао током последњих двадесет година, о његовој авантури летења, његовом паду авиона, сликарству као хобију, о западном фронту, карикатурама и карикатуристима, изборима, и економији."

Черчил у књизи даје своје мишљење о стању модерних ствари. Он говори о опасности научног напретка, посебно у развоју нуклеарног оружја. Он такође разматра последице масовних цивилизација на људски карактер.

## Други светски рат
Други светски рат је историјска књига у шест тома, од краја Првог светског рата до јула 1945. године. Ово је био најамбициознији Черчилов рад, одузео је велики део његовог живота након пораза на изборима 1945. Први том је објављен 1948. године, али посао није завршен све до 1953. године.

## Историја народа енглеског говорног подручја
Историја народа енглеског говорног подручја је историјска књига издата у четири тома, о историји Британије и њених бивших колонија и имовина широм света. Књига обухвата период од Цезарове инвазије Британије (55. п. н. е.) до почетка Првог светског рата (1914). Рад на књизи је започео 1937. и коначно објавио серијал у периоду од 1956. до 1958. Објављивање је одлагано неколико пута због Черчилових других обавеза. Рад је био један од разлога зашто је Черчил добио Нобелову награду за књижевност.